# Йован Спасич
Йован Спасич (серб. Јован Спасић/Jovan Spasić, нар. 7 березня 1909, Лесковац  — пом. 9 березня 1981, Ровінь) — югославський футболіст, що грав на позиції воротаря. Відомий виступами за клуб «Югославія», а також національну збірну Югославії.

## Клубна кар'єра
Є вихованцем футбольного клубу «Момчило» (Лесковац).
В 1929 році приєднався до клубу «Югославія». З командою був срібним призером чемпіонатів чемпіонату Югославії 1930 і 1934—35 років, а також бронзовим призером у сезоні 1932—33 років.
У 1936 році став володарем кубка Югославії. «Югославія» у фіналі двічі перемогла «Граджянскі» 2:1 і 4:0.
Загалом у складі «Югославії» зіграв 281 матч, у яких пропустив 403 м'ячі.
Після війни тренував клуб «Мачва», а також в кількох інших клубах. Як тренер воротарів працював з багатьма відомими югославськими воротарями того часу.
Помер 9 березня 1981 року у місті Ровінь, похований у Белграді.
| Дата       | Місто   | Господарі      | Результат | Гості          | Турнір            | Голи | Примітки |
| ---------- | ------- | -------------- | --------- | -------------- | ----------------- | ---- | -------- |
| 15.03.1931 | Белград | Югославія      | 4 – 1     | Греція         | Балканський кубок | -    |          |
| 19.04.1931 | Белград | Югославія      | 1 – 0     | Болгарія       | Балканський кубок | -    |          |
| 21.05.1931 | Белград | Югославія      | 3 – 2     | Угорщина       | товариський матч  | -    |          |
| 02.08.1931 | Белград | Югославія      | 2 – 1     | Чехословаччина | товариський матч  | -    |          |
| 25.10.1931 | Познань | Польща         | 6 – 3     | Югославія      | товариський матч  | -    | 46'      |
| 24.04.1932 | Ов'єдо  | Іспанія        | 2 – 1     | Югославія      | товариський матч  | -    |          |
| 03.05.1932 | Лісабон | Португалія     | 3 – 2     | Югославія      | товариський матч  | -    |          |
| 29.05.1932 | Загреб  | Югославія      | 0 – 3     | Польща         | товариський матч  | -    | 53'      |
| 05.06.1932 | Белград | Югославія      | 2 – 1     | Франція        | товариський матч  | -    |          |
| 26.06.1932 | Белград | Югославія      | 7 – 1     | Греція         | Балканський кубок | -    |          |
| 30.06.1932 | Белград | Югославія      | 2 – 3     | Болгарія       | Балканський кубок | -    |          |
| 03.07.1932 | Белград | Югославія      | 3 – 1     | Румунія        | Балканський кубок | -    |          |
| 09.10.1932 | Прага   | Чехословаччина | 2 – 1     | Югославія      | товариський матч  | -    |          |
| 24.09.1933 | Белград | Югославія      | 2 – 2     | Швейцарія      | Відбір до ЧС 1934 | -    |          |
| 12.07.1936 | Стамбул | Туреччина      | 3 – 3     | Югославія      | товариський матч  | -    |          |
| Усього     |         | Матчів         | 15        |                | Голів             | -29  |          |

## Трофеї і досягнення
- Срібний призер чемпіонату Югославії: 1930, 1934-35
- Бронзовий призер чемпіонату Югославії: 1932-33
- Володар кубка Югославії: 1936
- Срібний призер Балканського кубку: 1929-31, 1932